# Cienfuegos (voleibol)
Cienfuegos es un equipo de voleibol femenino de la ciudad de  Santiago de los Caballeros, República Dominicana. Es uno de los equipos con mayor tradición en dicho país.

## Palmarés
Campeonatos nacionales
| Título                                                           | Temporada | Resultado |
| ---------------------------------------------------------------- | --------- | --------- |
| XXXV Torneo Intermunicipal de Voleibol de República Dominicana   | 2009      | Campeón   |
| XXXVII Torneo Intermunicipal de Voleibol de República Dominicana | 2011      | Campeón   |
| XL Torneo Intermunicipal de Voleibol de República Dominicana     | 2014      | Campeón   |
| XLI Torneo Intermunicipal de Voleibol de República Dominicana    | 2015      | Campeón   |